# 奥兹格·巴伊拉克
奥兹格·巴伊拉克（土耳其語：Özge Bayrak，1992年2月14日—），土耳其女子羽毛球運動員。

## 簡歷
2015年8月，奥兹格·巴伊拉克參加印尼雅加達舉行的世界羽毛球錦標賽，出戰女子單打項目。她在首圈以2-0擊敗馬來西亞選手謝沂逾晉級，但在第二圈就以0比2（14-21、9-21）不敵5號種子、泰國的拉差诺·因达农出局。

## 主要比賽成績
只列出曾進入準決賽的國際賽事成績：
| 年份   | 賽事                         | 公開賽級別 | 項目     | 拍檔            | 成績   |
| ------ | ---------------------------- | ---------- | -------- | --------------- | ------ |
| 2009年 | 土耳其羽毛球國際賽           | 國際系列賽 | 女子雙打 | Li Shuang       | 亞軍   |
| 2010年 | 斯洛文尼亞羽毛球國際賽       | 國際系列賽 | 女子雙打 | 埃布鲁·图纳利   | 亞軍   |
| 2010年 | 土耳其羽毛球國際賽           | 國際系列賽 | 女子雙打 | 杰姆雷·费拉     | 準決賽 |
| 2011年 | 愛沙尼亞羽毛球國際賽         | 國際系列賽 | 女子單打 | －              | 準決賽 |
| 2011年 | 伊朗羽毛球國際挑戰賽         | 國際挑戰賽 | 女子雙打 | 埃布鲁·图纳利   | 準決賽 |
| 2011年 | 歐洲青年羽毛球錦標賽         | 其他       | 女子單打 | －              | 準決賽 |
| 2011年 | 斯洛伐克羽毛球公開賽         | 國際系列賽 | 女子雙打 | 内斯里汉·伊吉特 | 亞軍   |
| 2011年 | 保加利亞羽毛球國際賽         | 國際挑戰賽 | 女子雙打 | 内斯里汉·伊吉特 | 準決賽 |
| 2012年 | 伊朗羽毛球國際挑戰賽         | 國際挑戰賽 | 女子雙打 | 内斯里汉·伊吉特 | 準決賽 |
| 2012年 | 哈爾科夫羽毛球國際賽         | 國際挑戰賽 | 女子單打 | －              | 準決賽 |
| 2012年 | 哈爾科夫羽毛球國際賽         | 國際挑戰賽 | 女子雙打 | 内斯里汉·伊吉特 | 亞軍   |
| 2012年 | 保加利亞羽毛球國際賽         | 國際挑戰賽 | 女子單打 | －              | 準決賽 |
| 2012年 | 保加利亞羽毛球國際賽         | 國際挑戰賽 | 女子雙打 | 内斯里汉·伊吉特 | 亞軍   |
| 2012年 | 土耳其羽毛球國際賽           | 國際系列賽 | 女子單打 | －              | 準決賽 |
| 2012年 | 土耳其羽毛球國際賽           | 國際系列賽 | 女子雙打 | 内斯里汉·伊吉特 | 亞軍   |
| 2013年 | 地中海運動會羽毛球比賽       | 其他       | 女子單打 | －              | 銀牌   |
| 2013年 | 地中海運動會羽毛球比賽       | 其他       | 女子雙打 | 内斯里汉·伊吉特 | 金牌   |
| 2013年 | 保加利亞羽毛球公開賽         | 國際系列賽 | 女子單打 | －              | 準決賽 |
| 2013年 | 保加利亞羽毛球公開賽         | 國際系列賽 | 女子雙打 | 内斯里汉·伊吉特 | 準決賽 |
| 2013年 | 哈爾科夫羽毛球國際賽         | 國際挑戰賽 | 女子雙打 | 内斯里汉·伊吉特 | 準決賽 |
| 2013年 | 土耳其羽毛球國際賽           | 國際系列賽 | 女子雙打 | 内斯里汉·伊吉特 | 亞軍   |
| 2014年 | 伊朗羽毛球國際挑戰賽         | 國際挑戰賽 | 女子雙打 | 内斯里汉·伊吉特 | 亞軍   |
| 2014年 | 克羅地亞羽毛球國際賽         | 國際系列賽 | 女子單打 | －              | 亞軍   |
| 2014年 | 克羅地亞羽毛球國際賽         | 國際系列賽 | 女子雙打 | 内斯里汉·伊吉特 | 準決賽 |
| 2014年 | 歐洲羽毛球錦標賽             | 其他       | 女子單打 | －              | 準決賽 |
| 2014年 | 希臘羽毛球國際賽             | 國際系列賽 | 女子雙打 | 内斯里汉·伊吉特 | 冠軍   |
| 2014年 | 白夜羽毛球賽                 | 國際挑戰賽 | 女子雙打 | 内斯里汉·伊吉特 | 準決賽 |
| 2014年 | 保加利亞羽毛球公開賽         | 國際系列賽 | 女子單打 | －              | 亞軍   |
| 2014年 | 保加利亞羽毛球公開賽         | 國際系列賽 | 女子雙打 | 内斯里汉·伊吉特 | 冠軍   |
| 2014年 | 哈爾科夫羽毛球國際賽         | 國際挑戰賽 | 女子單打 | －              | 亞軍   |
| 2014年 | 哈爾科夫羽毛球國際賽         | 國際挑戰賽 | 女子雙打 | 内斯里汉·伊吉特 | 準決賽 |
| 2014年 | 波蘭羽毛球國際賽             | 國際系列賽 | 女子單打 | －              | 亞軍   |
| 2014年 | 孟加拉羽毛球國際挑戰賽       | 國際挑戰賽 | 女子雙打 | 内斯里汉·伊吉特 | 亞軍   |
| 2014年 | 土耳其羽毛球國際賽           | 國際系列賽 | 女子單打 | －              | 亞軍   |
| 2014年 | 土耳其羽毛球國際賽           | 國際系列賽 | 女子雙打 | 内斯里汉·伊吉特 | 亞軍   |
| 2015年 | 伊朗羽毛球國際挑戰賽         | 國際挑戰賽 | 女子雙打 | 内斯里汉·伊吉特 | 冠軍   |
| 2015年 | 南方共同市場羽毛球國際挑戰賽 | 國際挑戰賽 | 女子雙打 | 内斯里汉·伊吉特 | 冠軍   |
| 2015年 | 秘魯羽毛球國際賽             | 國際挑戰賽 | 女子雙打 | 内斯里汉·伊吉特 | 亞軍   |
| 2015年 | 歐洲運動會羽毛球比賽         | 其他       | 女子雙打 | 内斯里汉·伊吉特 | 銅牌   |
| 2015年 | 白夜羽毛球賽                 | 國際挑戰賽 | 女子雙打 | 内斯里汉·伊吉特 | 亞軍   |
| 2015年 | 拉各斯羽毛球國際挑戰賽       | 國際挑戰賽 | 女子單打 | －              | 亞軍   |
| 2015年 | 拉各斯羽毛球國際挑戰賽       | 國際挑戰賽 | 女子雙打 | 内斯里汉·伊吉特 | 亞軍   |
| 2015年 | 雪梨羽毛球國際賽             | 國際挑戰賽 | 女子單打 | －              | 亞軍   |
| 2015年 | 保加利亞羽毛球國際賽         | 國際挑戰賽 | 女子雙打 | 内斯里汉·伊吉特 | 準決賽 |
| 2015年 | 智利羽毛球國際挑戰賽         | 國際挑戰賽 | 女子單打 | －              | 冠軍   |
| 2015年 | 智利羽毛球國際挑戰賽         | 國際挑戰賽 | 女子雙打 | 内斯里汉·伊吉特 | 準決賽 |
| 2015年 | 土耳其梅爾辛羽毛球國際賽     | 國際挑戰賽 | 女子雙打 | 内斯里汉·伊吉特 | 亞軍   |
| 2016年 | 智利羽毛球國際賽             | 國際系列賽 | 女子單打 | －              | 冠軍   |
| 2016年 | 土耳其羽毛球國際賽           | 國際系列賽 | 女子單打 | －              | 準決賽 |
| 2016年 | 土耳其羽毛球國際賽           | 國際系列賽 | 女子雙打 | 内斯里汉·伊吉特 | 冠軍   |
| 2017年 | 保加利亞羽毛球公開賽         | 國際系列賽 | 女子雙打 | 杰姆雷·费拉     | 準決賽 |
| 2017年 | 希臘羽毛球公開賽             | 國際系列賽 | 女子雙打 | 杰姆雷·费拉     | 冠軍   |
| 2017年 | 土耳其羽毛球國際賽           | 國際系列賽 | 女子單打 | －              | 冠軍   |
| 2018年 | 芬蘭羽毛球公開賽             | 國際挑戰賽 | 女子單打 | －              | 準決賽 |
| 2018年 | 斯洛文尼亞羽毛球國際賽       | 國際系列賽 | 女子單打 | －              | 準決賽 |
| 2018年 | 保加利亞羽毛球公開賽         | 國際系列賽 | 女子單打 | －              | 亞軍   |
| 2018年 | 哈爾科夫羽毛球國際賽         | 國際挑戰賽 | 女子單打 | －              | 冠軍   |
| 2018年 | 土耳其羽毛球國際賽           | 國際系列賽 | 女子單打 | －              | 冠軍   |
| 2019年 | 伊朗羽毛球國際挑戰賽         | 國際挑戰賽 | 女子單打 | －              | 準決賽 |
| 2019年 | 拉各斯羽毛球國際經典賽       | 國際挑戰賽 | 女子單打 | －              | 亞軍   |
| 2019年 | 哈爾科夫羽毛球國際賽         | 國際挑戰賽 | 女子單打 | －              | 準決賽 |
| 2019年 | 土耳其羽毛球公開賽           | 國際系列賽 | 女子單打 | －              | 準決賽 |
| 2021年 | 保加利亞羽毛球國際賽         | 未來系列賽 | 女子單打 | －              | 亞軍   |
| 2023年 | 葡萄牙羽毛球國際賽           | 國際系列賽 | 女子單打 | －              | 亞軍   |
| 2023年 | 捷克羽毛球公開賽             | 國際系列賽 | 女子單打 | －              | 亞軍   |
| 2025年 | 波蘭羽毛球公開賽             | 國際挑戰賽 | 女子單打 | －              | 準決賽 |
| 2025年 | 意大利羽毛球公開賽           | 國際系列賽 | 女子單打 | －              | 冠軍   |

| 2007-2017年 | 首要超級賽 | 超級賽 | 黃金大獎賽 | 大獎賽 | 國際挑戰賽 | 國際系列賽 | 未來系列賽 | 其他 |

| 2018-2026年 | 總決賽 | 超級1000賽 | 超級750賽 | 超級500賽 | 超級300賽 | 超級100賽 | 國際挑戰賽 | 國際系列賽 | 未來系列賽 | 其他 |

### 奧運會和世錦賽參賽紀錄
|          | 搭檔            | 2011 | 2012 | 2013 | 2014 | 2015 | 2016       |
| -------- | --------------- | ---- | ---- | ---- | ---- | ---- | ---------- |
| 女子單打 | －              | －   | －   | －   | －   | 32強 | 小組第二名 |
|          |                 |      |      |      |      |      |            |
| 女子雙打 | 杰姆雷·费拉     | 48強 | －   | －   | －   | －   | －         |
| 女子雙打 | 内斯里汉·伊吉特 | －   | －   | －   | －   | 48強 | －         |